# Rheinorange

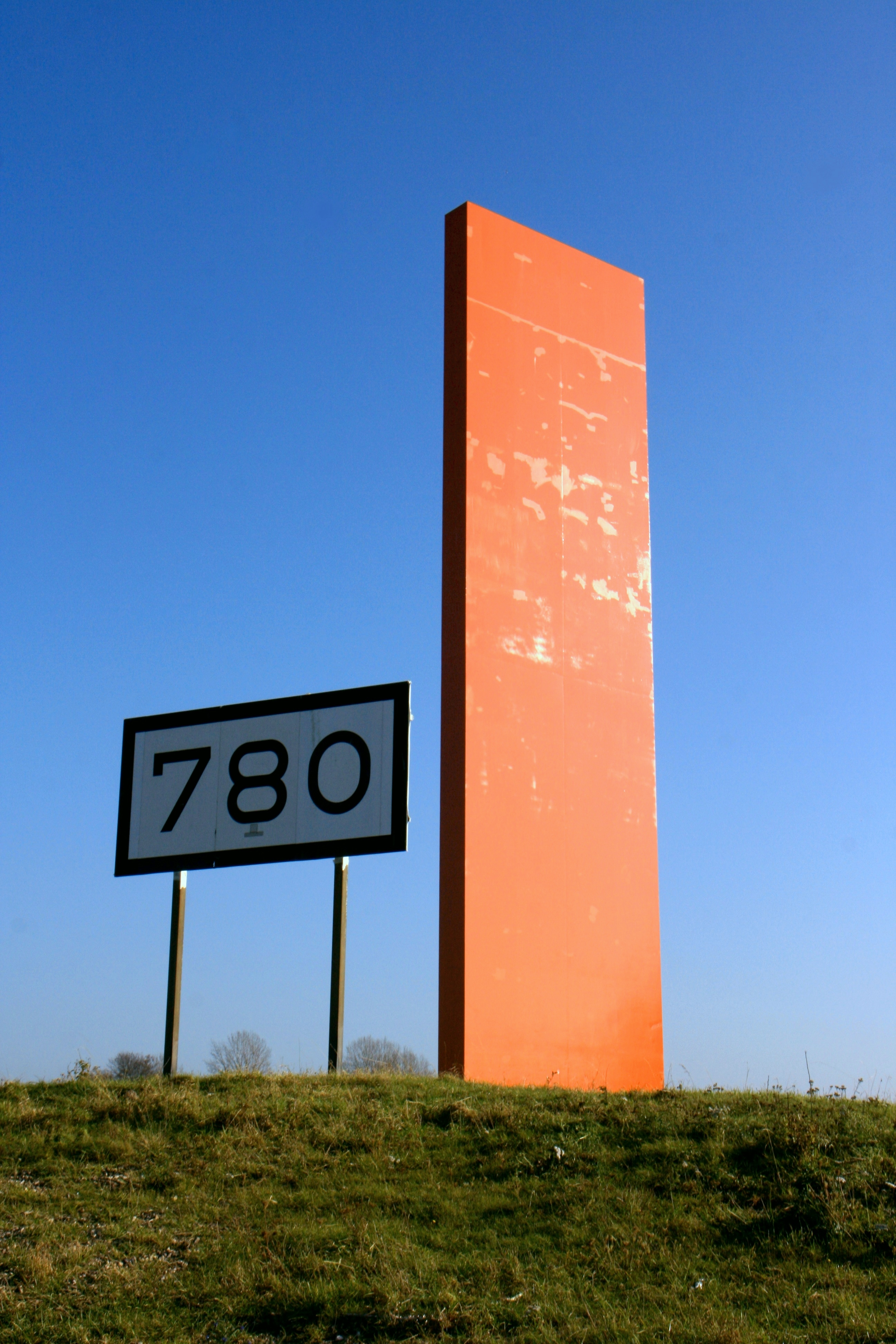
Nahaufnahme (vor der Restaurierung in 2016)

Rheinorange ist der Name einer 1992 in Duisburg-Kaßlerfeld errichteten Skulptur an der Mündung der Ruhr in den Rhein bei Rheinkilometer 780. Sie wurde von dem Kölner Bildhauer Lutz Fritsch aus Stahl gefertigt und bildet eine Landmarke. Die Flussmündung, der größte Binnenhafen Europas, der Ort Duisburg als wichtiger Standort für die Stahlindustrie, für Technologie und als Standort des Lehmbruck-Museums als bedeutendes Museum für moderne Skulptur in Europa sollen alle Aspekte des Duisburger Wirtschafts- und Kulturlebens miteinander verknüpfen.
Die Skulptur ist 25 Meter hoch, sieben Meter breit, einen Meter tief und wiegt 83 Tonnen. Die Kosten der Herstellung betrugen über 400.000 DM, die auf Initiative der Wirtschaftsjunioren der IHK Niederrhein von Unternehmen gespendet wurden. Der Name Rheinorange ist ein Wortspiel. Bei der leuchtenden Farbe handelt es sich um den Farbton RAL 2004, genannt Reinorange. Die Darstellung einer glühend roten Bramme steht für die Stahlproduktion im Ruhrgebiet.
Die Skulptur ist Bestandteil der Route der Industriekultur. An der Skulptur endet der 230 km lange Ruhrtalradweg sowie die „Tortour de Ruhr“, der längste Ultramarathon Deutschlands.

## Galerie

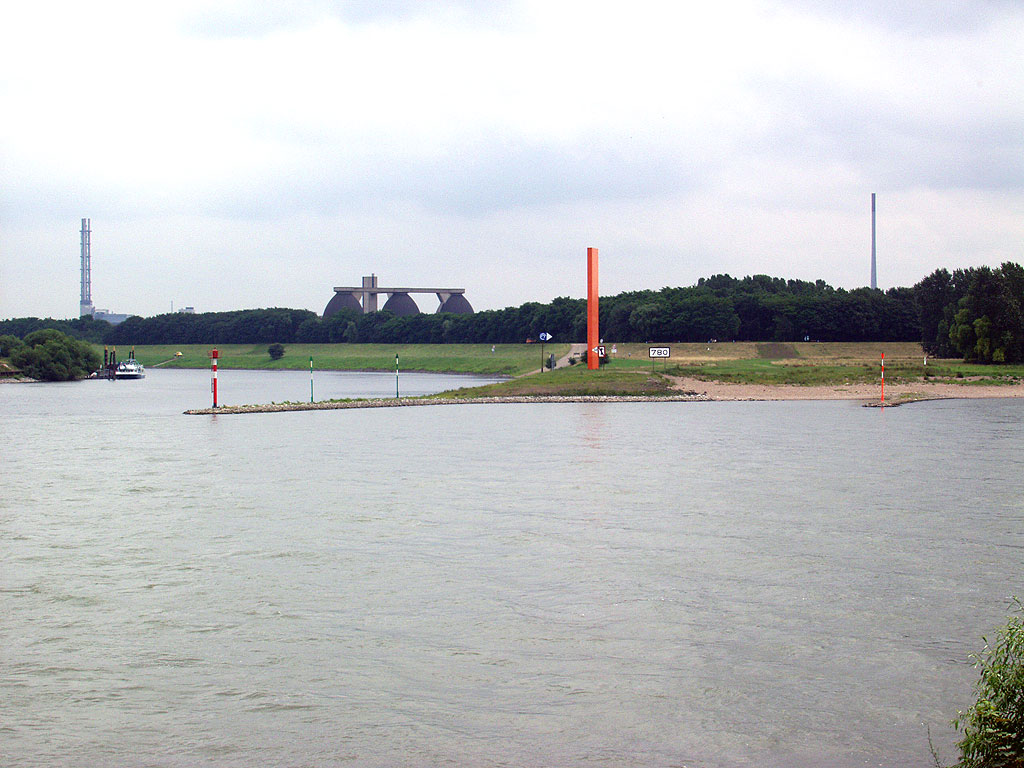
Mündung der Ruhr (links oben) in den Rhein
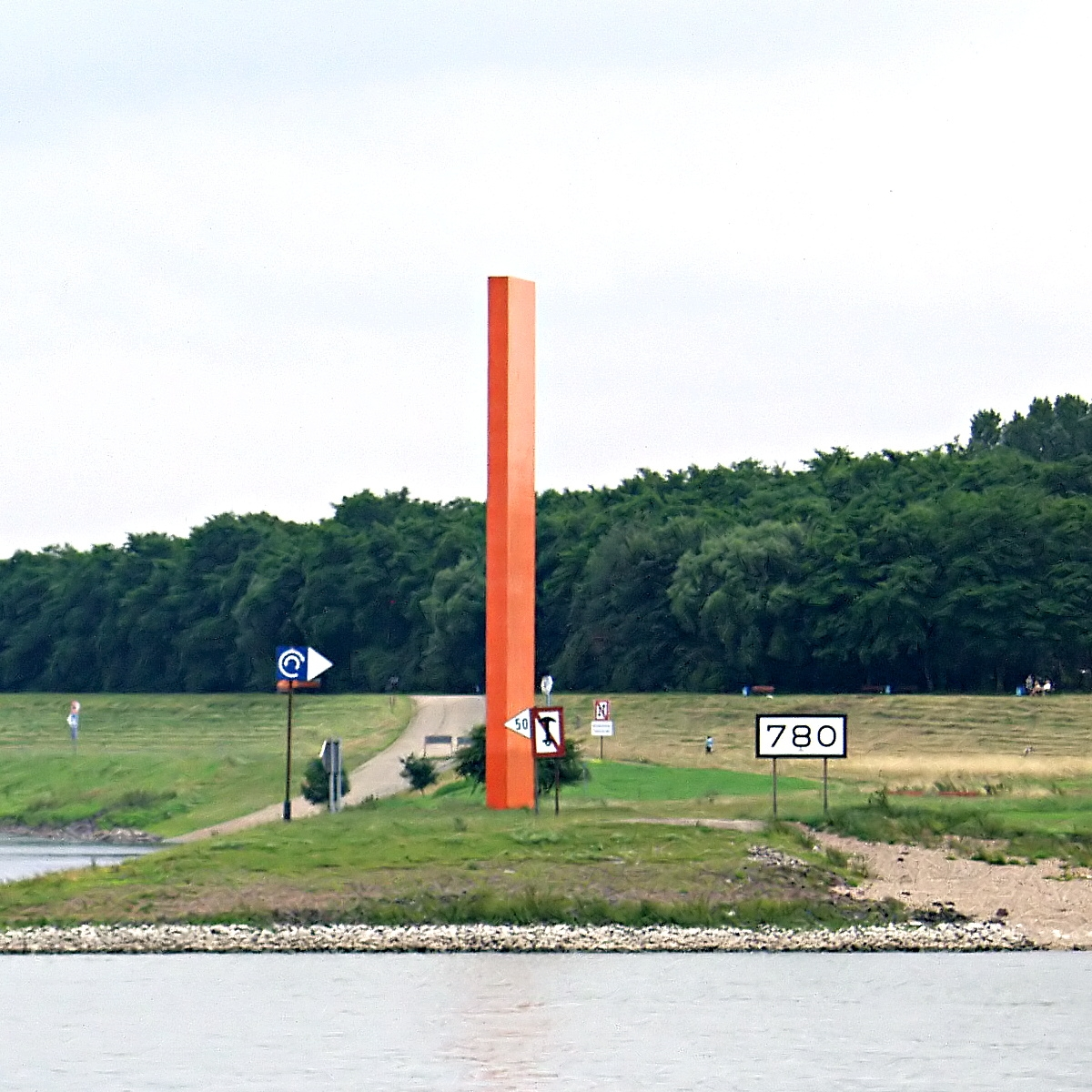
Die Skulptur Rheinorange
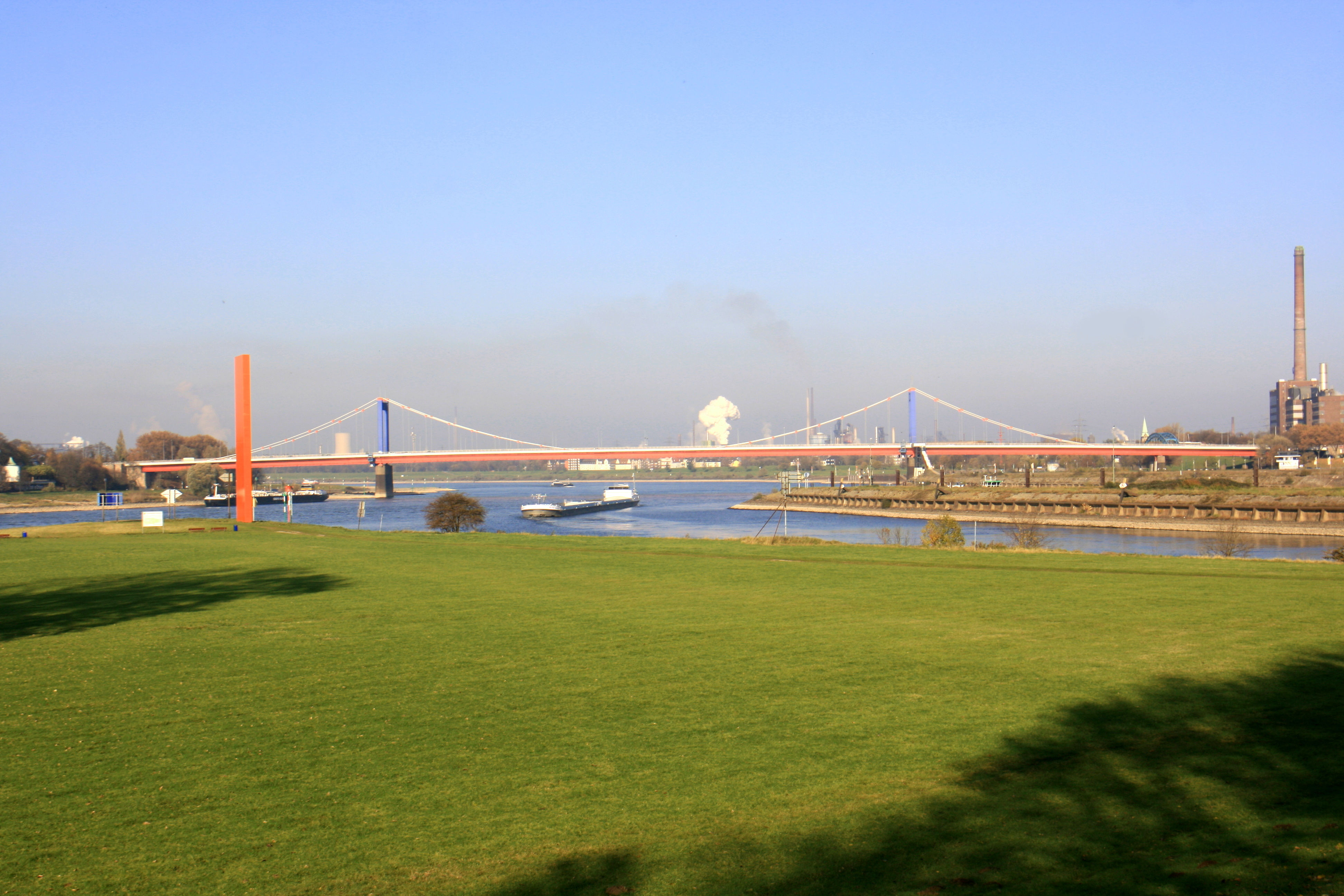
Mit Friedrich-Ebert-Brücke
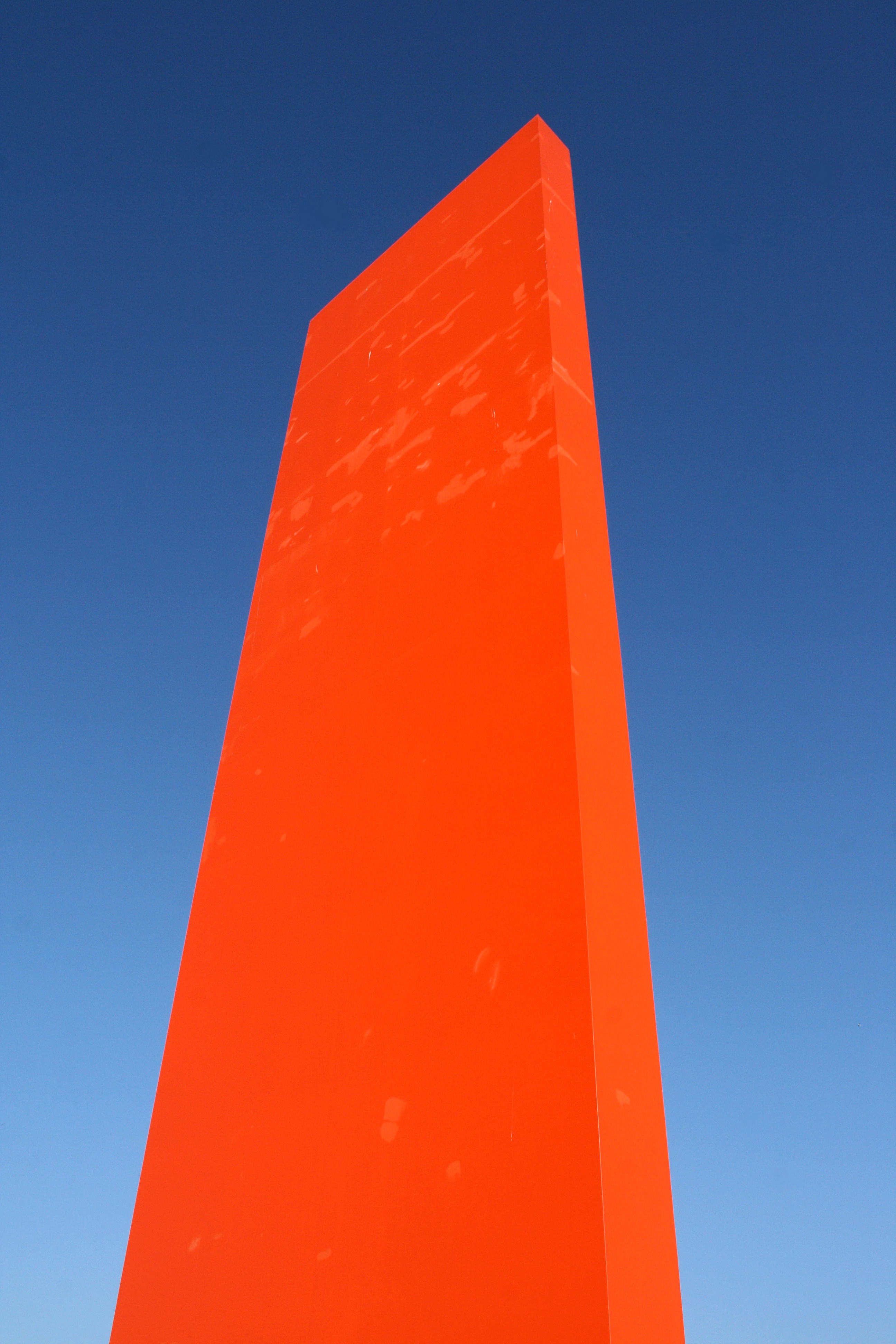
Rheinorange